# Valázsik Péter
Valázsik Péter (Budapest, 1995. február 23. –) magyar színész.

## Életpályája
A Szent Margit Gimnáziumban érettségizett. Színészként, 2017-ben a Gór Nagy Mária Színitanodában Bozsó Péter osztályában végzett, azóta a Turay Ida Színház társulatának művésze.

## Fontosabb színházi szerepei
- Ivan Kušan – Tasnádi István: Balkáni kobra... Frankics, Ardonjak titkára
- Georgo Faloni: Ártatalan vagyok... Frederico, Violetta vőlegénye
- Pierre Chesnot: Hotel Mimóza... Hans Müller, turista, Heidi férje
- Love story... Oliver Barrett
- Joe Kelly – George Gershwin: Girls – swing "Tánc az életünk"... szereplő
- F. Scott Fitzgerald – Arthur Valentin Grósz: Sztár leszel!... Harry Wilson
- Fazekas Mihály: Lúdas Matyi... Ispán
- Zilahy Lajos: Az utolsó szerep... Pick úr
- Barta Lajos: Szerelem... Katonatiszt
- Móra Ferenc: Kincskereső kisködmön... Veszkény Gyuszi
- Kertész Mihály: Na, de államtitkár úr!... Thomas; Jóska, inas
- Topolcsányi Laura: Rocknagyi... Ike Turner
- Topolcsányi Laura – Berkes Gábor: Salsa, szivar, szerelem... Daniel, barát
- Topolcsányi Laura – Berkes Gábor: Bubamara... Szenya, gimnazista
- Báldi Mária – Berkes Gábor: A nők (is) a fejükre estek... Bence, színész
- Báldi Mária: Térden állva jövök hozzád... Taksony, üzletember
- Czakó Roland: Vili, a vega vámpír... Fred, a vérfarkas
- Rudyard Kipling – Topolcsányi Laura: A dzsungel könyve... Maugli
- Hans Christian Andersen – Tóth Alex – Pjotr Iljics Csajkovszkij: Ólomkatona... Ólomkatona
- Grimm fivérek: Hófehérke és a hét törpe... Királyfi
- Charles Perrault – Nyírő Beáta – Frédéric Chopin: Hamupipőke... Királyfi
- Győri Péter: Mátyás madar... Mátyás király
- Bagossy László: A sötétben látó tündér... szereplő
- Topolcsányi Laura: Aladdin... Aladdin
- Topolcsányi Laura: Hókirályő... Kay
- Topolcsányi Laura – Borbély Krisztina: A Mikulás manói... szereplő
- Topolcsányi Laura: A medve nem játék! – székely pajzán történetek... szereplő
- Béres Melinda: Csingiling... Boldizsár
- Béres Melinda: Csingiling és a kalózok... szereplő
- Kalász Borka: A csodálatos Radazána... Mandino

## Filmek, tv
- Beatles emlékek (2016)
- Az élet ára: A Weiss Manfréd család története (2017)... Chorin Ferenc
- Virágvölgy (2018)... Karaoke énekes